# Bầu chọn chủ nhà Cúp bóng đá châu Á 2019
Bầu chọn chủ nhà Cúp bóng đá châu Á 2019 là một quá trình chạy đua nhằm chọn ra quốc gia đăng cai cho Cúp bóng đá châu Á 2019, bắt đầu từ ngày 15 tháng 12 năm 2012 và kết thúc vào ngày 2 tháng 2 năm 2013.
Vào ngày 12 tháng 3 năm 2013, Liên đoàn bóng đá châu Á công bố 11 quốc gia có nguyện vọng tổ chức giải, bao gồm Ả Rập Xê Út, Bahrain, Các Tiểu vương quốc Ả Rập Thống nhất, Iran, Kuwait, Liban, Malaysia, Myanmar, Oman, Thái Lan và Trung Quốc. Tuy nhiên, Liban, Malaysia và Myanmar rút lui trước thời hạn cuối cùng để hoàn tất các tài liệu vào ngày 31 tháng 8 năm 2013. Đây cũng là giải đầu đầu tiên có 24 quốc gia tham dự, được mở rộng so với 16 đội trước đây.
Cuộc chạy đua kết thúc với chiến thắng của Các Tiểu vương quốc Ả Rập Thống nhất.

## Chạy đua giành quyền đăng cai
Quá trình đấu thầu và các mốc thời gian liên quan đã được phê duyệt tại đại hội AFC được tổ chức vào ngày 28 tháng 11 năm 2012. Tất cả các tài liệu liên quan tới gói thầu của các nước đều phải được nộp trước ngày 1 tháng 5 năm 2013. Sau đó, việc theo dõi cơ sở hạ tầng và vật chất sẽ được tiến hành vào khoảng tháng 10 đến tháng 12 năm 2013. Những quốc gia chạy đua sau đó sẽ phải chuẩn bị cho những hoạt động còn lại cho đến trước hạn chót vào tháng 5 năm 2014. Quốc gia thắng thầu đã được dự kiến công bố tại đại hội AFC vào tháng 6 cùng năm, sau đó dời lại cho đến tháng 11.
Vào dịp kỷ niệm 60 năm thành lập liên đoàn vào cuối năm 2014, một thông báo chính thức sẽ được đưa ra vào "hè 2015".

## Gói thầu được xác nhận

### Iran
Sau cuộc chạy đua không thành công để đăng cai Cúp bóng đá châu Á 2011, chủ tịch Liên đoàn bóng đá Iran Ali Kafashian ngay lập tức tuyên bố quốc gia này dã nhắm tới giải đấu năm 2019. Iran đã từng tổ chức Cúp bóng đá châu Á 1968 và 1976, trong đó đội tuyển nước này vô địch ở cả hai giải đấu.
Dưới đây là các thành phố và địa điểm đăng cai được chọn cho gói thầu của Iran:
- Isfahan – Sân vận động Naghsh-e Jahan, sức chứa 75.000
- Kerman – Sân vận động Shahid Bahonar, sức chứa 15.403
- Mashhad – Sân vận động Imam Reza, sức chứa 27.700
- Shiraz – Sân vận động Pars, sức chứa 50.000
- Tabriz – Sân vận động Yadegar-e Emam, sức chứa 66.833
- Tehran – Sân vận động Azadi, sức chứa 78.116
- Tehran – Sân vận động Takhti, sức chứa 30.122

### Các Tiểu vương quốc Ả Rập Thống nhất
Hiệp hội bóng đá Các Tiểu vương quốc Ả Rập Thống nhất cũng đã xác nhận gói thầu của mình khi nộp được đơn vào hạn chót cho AFC. Nếu thành công, UAE sẽ có lần thứ hai tổ chức giải kể từ Cúp bóng đá châu Á 1996. Vào ngày 29 tháng 5 năm 2014, một phái đoàn của UAE đã tới trụ sở AFC để nộp tài liệu đăng cai.
Dưới đây là các thành phố và địa điểm đăng cai được chọn cho gói thầu của UAE:
- Abu Dhabi – Sân vận động Thành phố Thể thao Zayed, sức chứa 43.206
- Abu Dhabi – Sân vận động Mohammed bin Zayed, sức chứa 37.500
- Abu Dhabi – Sân vận động Al Nahyan, sức chứa 15.000
- Al Ain – Sân vận động Hazza bin Zayed, sức chứa 25.053
- Al Ain – Sân vận động Khalifa bin Zayed, sức chứa 12.000
- Dubai – Sân vận động Al Maktoum, sức chứa 15.058
- Dubai – Sân vận động Rashid, sức chứa 12.000
- Sharjah – Sân vận động Sharjah, sức chứa 18.000

## Các gói thầu bị hủy

### Ả Rập Xê Út
Hoàng tử Nawaf Bin Faisal (Chủ tịch Hội chiến binh trẻ) khẳng định Ả Rập Xê Út muốn tổ chức giải sau khi được Hội đồng Olympic Ả Rập Xê Út chấp thuận. Đây là lần đầu tiên Ả Rập Xê Út có kế hoạch đăng cai giải đấu này.

### Bahrain
Bahrain đã từng lên kế hoạch tổ chức giải sau khi thành công lớn tại Cúp vùng Vịnh 2013. Ngày 2 tháng 5 năm 2013, việc Salman Bin Ibrahim Al Khalifa - một người Bahrain -  trở thành chủ tịch AFC đã tạo thêm sức hút cho Bahrain về một kế hoạch tổ chức Cúp châu Á và Giải vô địch bóng đá thế giới 50 năm tới. Tuy vậy, vào ngày 7 tháng 9 năm 2013, Bahrain đã thoái lui để tạo điều kiện cho các nước vùng Vịnh khác cạnh tranh.

### Liban
Ngày 24 tháng 1 năm 2013, Hiệp hội bóng đá Liban tuyên bố muốn đăng cai giải đấu năm 2019, trước đó đã tổ chức Cúp bóng đá châu Á 2000. Nhưng sau đó Liban lại rút lui để tiến hành một cuộc cải cách bóng đá.

### Malaysia
Vào ngày 10 tháng 4 năm 2013, Hiệp hội bóng đá Malaysia (FAM) công khai ý định muốn tổ chức giải khi ban thư ký nước này khẳng định Malaysia có đủ mọi cơ sở vật chất để đăng cai. Trước đây nước này cùng Indonesia, Thái Lan và Việt Nam tổ chức Cúp bóng đá châu Á 2007.

### Oman
Với việc đã từng đăng cai thành công Giải vô địch bóng đá U-22 châu Á 2013 và một số giải U-14 khu vực, Oman đệ đơn xin tổ chức giải đấu năm 2019, với việc nâng cấp sân vận động quốc gia lên 40.000 chỗ ngồi. Nhưng gói thầu đã được ban thư ký Hiệp hội bóng đá Oman để ngỏ, và do chần chừ, Oman đã không thành công.

### Thái Lan
Thái Lan từng tổ chức Cúp bóng đá châu Á 1972 và năm 2007 khi họ cùng Indonesia, Malaysia và Việt Nam đăng cai. Hiệp hội bóng đá Thái Lan đề xuất năm thành phố có thể đăng cai là Băng Cốc, Nonthaburi, Pathumthani, Chiang Mai và Nakhon Ratchasima.

### Trung Quốc
Vào ngày 3 tháng 2 năm 2013, Trung Quốc đề xuất tổ chức giải. Vào ngày 15 tháng 3 cùng năm, Hiệp hội bóng đá Trung Quốc nộp đơn ứng cử lần thứ hai cho tới ngày 7 tháng 4. 9 thành phố được đề xuất là Bắc Kinh, Đại Liên, Nam Kinh, Tây An, Thành Đô, Thanh Đảo, Trường Sa, Quảng Châu và Vũ Hán. Trung Quốc từng là chủ nhà tại Cúp bóng đá châu Á 2004.
Vào tháng 9 năm 2013, Trung Quốc rút lui với lý do "hướng tới công tác đào tạo trẻ".